# Manfred Straus
Manfred Straus (* 10. Dezember 1878 in Cannstatt; gest. März 1942 in Riga) war ein deutscher Unternehmer und jüdisches Opfer des Nationalsozialismus. 

## Leben
Manfred Straus war eines von drei Kindern des Unternehmers Max Straus. Als 1922 die väterliche Firma Bettfedernfabrik Straus & Cie. in eine Aktiengesellschaft umgewandelt wurde, wurde er gemeinsam mit seinem Bruder Leo und seinem Schwager Fritz Berlin zu deren ersten Vorstand benannt. 1914 wurden er, sein Vater und sein Bruder in einer Steuerliste der Stadt Stuttgart als einfache Millionäre ausgewiesen.

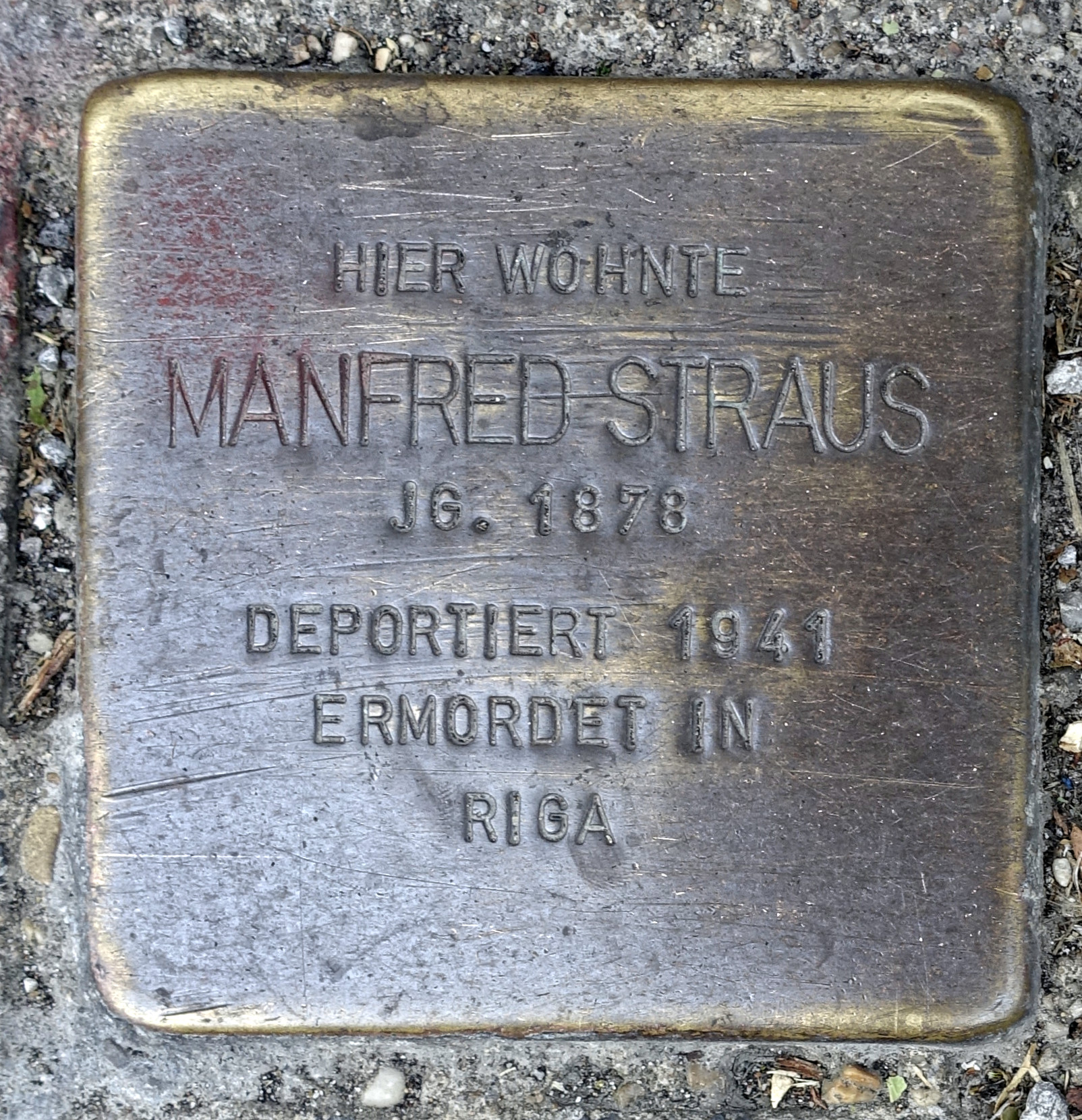
Stolperstein für Manfred Straus

Er heiratete Alice Fellheimer (* 7. Dezember 1883); aus dieser Ehe stammen zwei Söhne:
- Gerhard Straus (* 30. September 1905) emigrierte im November 1938 nach Amerika.
- Hans Straus (* 12. April 1907) emigrierte im August 1939 nach England.[1][2]

Am 1. Dezember 1941 wurde das Ehepaar Manfred und Alice Straus gemeinsam mit 1011 weiteren Menschen ins Ghetto Riga deportiert. Ihr weiteres Schicksal ist ungeklärt. Nach Angabe des Sohnes Hans wurden die Eltern am 26. März 1942 im Wald von Bikernieki erschossen. Sie wurden für tot erklärt.

## Gedenken
Zu ihrem Gedenken wurden im Oktober 2009 für Manfred und Alice Straus in Stuttgart-Süd an ihrer letzten Wohnadresse Hohenstaufenstraße 9 Stolpersteine verlegt. Ihre Namen sind auch im Gedenkbuch – Opfer der Verfolgung der Juden unter der nationalsozialistischen Gewaltherrschaft 1933–1945 sowie in der Zentralen Datenbank der Namen der Holocaustopfer der israelischen Gedenkstätte Yad Vashem verzeichnet.